# Luciano Cáceres
Luciano Cáceres (Buenos Aires, 24 de enero de 1977) es un actor argentino.
Culminó sus estudios secundarios en el Instituto Medalla Milagrosa. A los once años comenzó a trabajar en teatro.

## Infancia
Su padre tenía un teatro, “Teatro de la calle Rincón”, trabajaba en la Municipalidad y vivía en provincia. Se quedaba ahí y tenía el colchón debajo del escenario. Su madre era compañera de trabajo en la Municipalidad y estaba casada hacía nueve años.
De chiquito veía trabajar a su padre. Hacía una obra llamada El hombre y sus muñecos y él ya se aprendía los libretos.

## Comienzos de su carrera
Cuando tenía nueve años el Sindicato de Farmacéuticos abrió un curso gratuito y fue. Estudió con Alejandra Boero y a los diez años, cuando se entrevistó con ella, Boero le preguntó por qué quería ser actor. Tiempo después su hijo Alejandro Samek estrenó la obra Heredarás el viento, que fue la primera en la que actuó.

## Televisión
| Año       | Título                                      | Personaje                            |
| --------- | ------------------------------------------- | ------------------------------------ |
| 1997      | Señoras y señores                           |                                      |
| 1998      | Gasoleros                                   | Nicolás                              |
| 1999      | El hombre                                   | Horacio Calderón                     |
| 1999      | Por el nombre de Dios                       | Paciente psiquiátrico                |
| 2000      | Primicias                                   |                                      |
| 2001      | El sodero de mi vida                        | Juan                                 |
| 2003      | Son amores                                  | Daniel "Dani"                        |
| 2004      | El deseo                                    | Álvaro Rodríguez                     |
| 2004      | Locas de amor                               | Emanuel                              |
| 2005      | Amor en custodia                            | Julián Valle                         |
| 2005      | Criminal                                    | Pedro                                |
| 2005      | Algo habrán hecho por la historia argentina | Juan Manuel de Rosas                 |
| 2005-2006 | Se dice amor                                |                                      |
| 2006      | El tiempo no para                           | Marcos Luna                          |
| 2006      | Mujeres asesinas 2                          | Padre Ignacio "Ep: Cecilia, hermana" |
| 2006-2007 | Doble venganza                              | Ismael Hassan                        |
| 2007-2008 | Patito feo                                  | Germán Lagos                         |
| 2008-2009 | Atracción x 4                               | Torino                               |
| 2009      | 9 MM, crímenes a la medida de la historia   |                                      |
| 2009-2010 | Botineras                                   | "Mono" Ríos                          |
| 2010      | Lo que el tiempo nos dejó                   | Mirko Stopar "Ep: Un mundo mejor"    |
| 2011      | El elegido                                  | David Nevares Sosa                   |
| 2011      | Volver al ruedo                             | Martín                               |
| 2012      | Graduados                                   | Pablo "Bon Jovi" Catáneo             |
| 2013      | Historias de corazón                        | Gastón "Ep: Rocio en la trampa"      |
| 2014      | Señores papis                               | Franco Bertossi                      |
| 2015      | Signos                                      | Ricardo Félix Lebrado                |
| 2016      | Los ricos no piden permiso                  | Marcial Campos                       |
| 2017      | Estocolmo                                   | Fiscal Franco Bernal                 |
| 2017      | Fanny la fan                                | Emiliano Morante                     |
| 2018      | Cien días para enamorarse                   | Miguel "Micki" Pianiza               |
| 2019      | Inconvivencia                               | Pablo                                |
| 2019      | El mundo de Mateo                           | Comisario Ledesma                    |
| 2019      | Argentina, tierra de amor y venganza        | Julio Salaberry                      |
| 2019-2021 | Impuros                                     | Jorge                                |
| 2021-2022 | La 1-5/18                                   | Sebastian Alvarado                   |
| 2022      | Dos 20                                      | Ezequiel "Ep: Mister limpieza"       |
| 2022      | Los protectores                             | "Hiena" Andrada                      |
| 2023      | Frágiles                                    | Eugenio Goya                         |
| 2023-2024 | Buenos chicos                               | Juan Paz                             |

## Cine
| Año  | Película                           | Personaje                |
| ---- | ---------------------------------- | ------------------------ |
| 2001 | Rodrigo, la película               | Ramiro                   |
| 2001 | La ciudad del Sol                  | Diego "Pucho"            |
| 2004 | Leviatán: el juego                 |                          |
| 2005 | El amor - primera parte            | Pedro                    |
| 2007 | Garúa                              | Garúa                    |
| 2007 | La señal                           | Dino Capuano             |
| 2007 | Encarnación                        | Roberto                  |
| 2009 | El corredor nocturno               | Mario Polansky           |
| 2009 | Aparecidos                         | Manuel                   |
| 2009 | Lucky Luke                         | Henchman                 |
| 2010 | La mosca en la ceniza              | Óscar                    |
| 2010 | Colpo di fulmine                   | Marco                    |
| 2012 | Uno                                | Sebastián Oviedo         |
| 2013 | Carne de neón                      | El Niño                  |
| 2013 | Rouge amargo                       | Julián                   |
| 2013 | Mujer conejo                       | Alonso                   |
| 2014 | Gato negro                         | Tito                     |
| 2014 | Fermín                             | Fermín Turdera (joven)   |
| 2014 | Planta madre                       | Nelson                   |
| 2014 | Amapola                            | Tincho (adulto)          |
| 2016 | Cien años de perdón                | Varela                   |
| 2016 | Las Ineses                         | Pedro                    |
| 2016 | Operación México, un pacto de amor | Tulio "Tucho" Valenzuela |
| 2017 | Corralón                           | Juan                     |
| 2018 | El jardín de la clase media        |                          |
| 2018 | El azote del diablo                |                          |
| 2019 | Lobos                              | Marcelo                  |
| 2019 | No llores por mí, Inglaterra       | Coronel Pack             |
| 2019 | Blindado                           | Vitali                   |
| 2019 | Happy Hour                         | Ricardo                  |
| 2019 | Punto muerto                       | Edgar Dupuin             |
| 2019 | Rosita                             |                          |
| 2019 | El hijo                            | Renato                   |
| 2021 | Lo inevitable                      | Marcos                   |
| 2021 | El nido                            | Ivan                     |
| 2021 | El desarmadero                     | Bruno                    |
| 2022 | Paixões Recorrentes                |                          |
| 2022 | Reparo                             |                          |
| 2022 | La educacion de los cerdos         |                          |
| 2022 | Lennons                            | Juan Alberto Vanucci     |
| 2023 | Nene revancha                      | Teodoro «Gallo» Basanta  |
| 2023 | Dark Lover                         | Javier                   |
| 2023 | Nubes                              | Luca                     |

## Cortometrajes
- 2017: Libro de la memoria: Homenaje a las víctimas del atentado - Luis

## Premios y nominaciones

### Premio Cóndor de Plata
| Año  | Categoría              | Película              | Resultado |
| ---- | ---------------------- | --------------------- | --------- |
| 2011 | Mejor actor de reparto | La mosca en la ceniza | Ganador   |

### Premio Martín Fierro
| Año  | Categoría                                        | Programa                   | Resultado |
| ---- | ------------------------------------------------ | -------------------------- | --------- |
| 2011 | Mejor actor de reparto                           | El elegido                 | Nominado  |
| 2013 | Mejor actor protagonista en ficción diaria       | Graduados                  | Nominado  |
| 2016 | Mejor actor de reparto en ficción                | Signos                     | Nominado  |
| 2017 | Mejor actor protagonista en ficción diaria/drama | Los ricos no piden permiso | Nominado  |
| 2021 | Mejor actor protagonista en ficción              | La 1-5/18                  | Ganador   |

### Premios Tato
| Año  | Categoría               | Programa  | Resultado |
| ---- | ----------------------- | --------- | --------- |
| 2012 | Actor en ficción diaria | Graduados | Nominado  |